# Jelena Łapuga
Jelena Grigorjewna Łapuga zam. Konotopowa (ros. Елена Григорьевна Лапуга zam. Конотопова; ur. 17 maja 1964 w Pawłodarze) – rosyjska łyżwiarka szybka reprezentująca ZSRR.

## Kariera
Największy sukces w karierze Jelena Łapuga osiągnęła w 1988 roku, kiedy zajęła szóste miejsce podczas wielobojowych mistrzostw świata w Skien. W poszczególnych biegach była tam dziewiętnasta na 500 m, szósta na 3000 m, siódma na 1500 m oraz ponownie szósta na dystansie 5000 m. W tej samej konkurencji była też między innymi ósma na rozgrywanych dwa lata wcześniej mistrzostwach świata w Hadze oraz dziesiąta na mistrzostwach świata w Lake Placid w 1989 roku, gdzie wygrała bieg na 1500 m. W 1988 roku wystartowała na igrzyskach olimpijskich w Sarajewie, zajmując piąte miejsce na dystansach 1500 i 5000 m oraz siódme w biegu na 5000 m. Na rozgrywanych cztery lata później igrzyskach w Albertville, zajęła 28. miejsce na 1000 m i 25. miejsce na 1500 m. Wielokrotnie startowała w zawodach Pucharu Świata, jednak nigdy nie stanęła na podium. Najlepsze wyniki osiągała w sezonie 1988/1989, kiedy była dziewiętnasta w klasyfikacji końcowej 1500 m. W 1994 roku zakończyła karierę.
Otrzymała tytuł Zasłużonego Mistrza Sportu ZSRR. Obecnie mieszka w Petersburgu.